# Deket Wetan
Deket Wetan is een bestuurslaag in het regentschap Lamongan van de provincie Oost-Java, Indonesië. Deket Wetan telt 2798 inwoners (volkstelling 2010).